# Nižný Hrušov
Nižný Hrušov est une commune du district de Vranov nad Topľou, dans la région de Prešov, en Slovaquie.

## Histoire
La première mention écrite du village date de 1254.

## Démographie

### Évolution de la population
| Année:               | 1994. | 2004.   | 2014.   | 2024.   |
| -------------------- | ----- | ------- | ------- | ------- |
| Nombre de personnes: | 1704  | 1666    | 1592    | 1501    |
| Différence:          |       | -2,23 % | -4,44 % | -5,71 % |

| Année:               | 2023. | 2024.   |
| -------------------- | ----- | ------- |
| Nombre de personnes: | 1500  | 1501    |
| Différence:          |       | +0,06 % |